# Porječje (Doboj, BiH)
Porječje je naseljeno mjesto u sastavu općine Doboj, Republika Srpska, BiH.

## Stanovništvo
| Porječje           |              |
| godina popisa      | 1991.        |
| Srbi               | 134 (48,20%) |
| Hrvati             | 0            |
| Muslimani          | 143 (51,44%) |
| Jugoslaveni        | 1 (0,36%)    |
| ostali i nepoznato | 0            |
| ukupno             | 278          |